# 中-東部大洋洲語群
中-東部大洋洲語群包含超過200種語言，形成南島語系大洋洲語族下的一個支系。

## 語言
傳統分類上，此語群原有「遠大洋洲語支」，但由於沒有足夠的共同特徵能夠支持這樣的分類，Lynch et al. (2002) 的研究便取消此一分類。 
- 東南索羅門群島語
- 南部大洋洲語鏈（新喀里多尼亞和萬那杜的語言）
- 中部太平洋語 （玻里尼西亞語及斐濟的南島原住民語）
- 密克羅尼西亞語

羅斯和奈斯 (Ross & Næss, 2007) 將烏圖普阿-瓦尼科羅語自中-東部大洋洲語群移出，自成一支，獨立為泰莫圖語群。

## 參看
- 遠大洋洲語支